# Leukocyturia
Leukocyturia – zwiększona liczba leukocytów w moczu.
W warunkach fizjologicznych (prawidłowych) leukocyty wydalane są z moczem. Przyjmuje się, że w moczu dobowym, liczba wydalonych leukocytów powinna być mniejsza niż 3 000 000.
Liczba większa niż 3 miliony nazywana jest leukocyturią i może być określona podczas wyznaczania liczby Addisa.
Powyższa metoda oznaczenia wymaga jednak wykonania dobowej zbiórki moczu, wobec czego nie jest praktyczna. Obecnie za leukocyturię przyjmuje się więc zwykle liczbę leukocytów widzianych w tak zwanym polu widzenia, w  badaniu mikroskopowym porannego moczu. Arbitralnie przyjęto, że liczba powyżej 4 – 5 leukocytów w polu widzenia świadczy o leukocyturii.
W chwili obecnej, dostępne są również szybkie testy paskowe, pozwalające po zamoczeniu specjalnego paska diagnostycznego, na wykrycie leukocytów w moczu, o którym świadczy zmiana koloru paska testowego. Zasada ich działania oparta jest na wykrywaniu esteraz granulocytów.
Metoda ta jednak obarczona jest dużą ilością wyników fałszywie dodatnich (stosowanie antybiotyków, taki jak imipenem, meropenem, kwas klawulanowy, który bywa łączony z pochodnymi penicyliny) lub fałszywie ujemnych (gentamycyna, cefaleksyna, glikozuria, białkomocz).
Leukocyturia jest objawem laboratoryjnym wielu schorzeń. Może występować w przypadku chorób układu moczowego, układu rodnego i chorób narządów jamy brzusznej. Leukocyturia może świadczyć o zakażeniu dróg moczowych, zwłaszcza w przypadku stwierdzenia znamiennej bakteriurii (dla większości osób to ilość bakterii w posiewie >  10^5) i innych objawów związanych z oddawaniem moczu.  Obecność leukocyturii nie świadczy jeszcze o potrzebie leczenia przeciwbakteryjnego.
Leukocyturia, której towarzyszy zmiana zabarwienia, zmętnienie lub zmiana zapachu moczu, nazywana jest ropomoczem.